# França nos Jogos Olímpicos de Verão de 1912
A França participou dos Jogos Olímpicos de Verão de 1912 em Estocolmo, na Suécia